# Georg Jochum (Jurist)
Georg Jochum (* 1. Juni 1968 in Köln) ist ein deutscher Jurist und Professor an der Zeppelin Universität in Friedrichshafen.

## Leben
Von 1988 bis 1993 studierte Jochum Jura an der Universität zu Köln und der Université d’Auvergne in Clermont-Ferrand. Von 1997 bis 1998 war er wissenschaftlicher Mitarbeiter an der Universität zu Köln und habilitierte sich 2003 in öffentlichem Recht, Europarecht und Steuer- und Wirtschaftsrecht. Von 2003 bis 2008 war Georg Jochum Fellow des Zukunftskollegs der Universität Konstanz. 2007 wurde er zum außerplanmäßigen Professor an der Universität Konstanz ernannt. Im Jahr 2009 übernahm er den Lehrstuhl für Öffentliches Recht, Steuer- und Europarecht und Recht der Regulierung an der Zeppelin Universität in Friedrichshafen.

## Werke (Auswahl)
- ErbStG mit Nebenbestimmungen, Kommentar, (gemeinschaftlich hrsg. mit Heinrich Wilms). Bonn, Stand: 26. Ergänzungslieferung 2006, Losebl., 1600 S.
- Europarecht II, Lehrbuch Studienreihe Rechtswissenschaft (zusammen mit Kay Hailbronner). Stuttgart 2006
- Die Steuervergünstigung: Vergünstigungen und vergleichbare Subventionsleistungen im deutschen und europäischen Steuer-, Finanz- und Abgabenrecht. 2006, 520 S.
- Steuerrecht I: Grundlagen. Kohlhammer, Stuttgart 2007, 400 S.
- Das Verhältnis der vorherigen zur nachträglichen Regulierung nach dem TKG: eine Untersuchung zur Rolle der besonderen Missbrauchsaufsicht im TKG. 2008, ISBN 978-3-8258-1143-3, 52 S.